# Rostem Akman
Rostem Akman, född 19 december 1991, är en svensk MMA-utövare av kurdiskt ursprung som mellan 2017 och 2019 tävlade i organisationen Ultimate Fighting Championship.

## Bakgrund
Rostem Akman är född i Sverige till kurdiska föräldrar och uppvuxen i Alby.
Akman första kampsport var sambo men han började ganska snart träna MMA istället. En allvarlig skada hindrade honom från att träna över huvud taget mellan 2009 och 2012 och under den tiden gick han upp från 80 kg till 105. Efter att ha tränat intensivt i tre år kvalificerade han sig sedan till landslaget 2015 och representerade Sverige i två år.
Väl i landslaget vann han sedan EM i sin viktklass de båda år han representerade Sverige.

## MMA-karriär

### Amatör
Akman debuterade inom amatör-MMA 2013. Den tionde matchen som amatörutövare ledde honom till att bli svensk mästare i amatör-MMA. Innan amatörkarriären var över hade han ett facit om 23-3, hade vunnit SM två gånger, EM två gånger och brons i VM.

### Professionell

#### Superior Challenge
Akman gjorde professionell debut 1 april 2017 på Superior Challenge 15 mot norrmannen Ole Magnor (1-3) och vann matchen via TKO sent i andra ronden.
Nästa match gick 2 december 2017 vid Superior Challenge 16 mot Gard Olve Sagen (1-0) där Akman vann via TKO tidigt i tredje ronden.
Sedan dröjde det strax under ett halvår innan Akman 19 maj 2018 på Superior Challenge 16 mötte brasilianen Holivan Vieira där han vann via TKO i mitten av tredje ronden.
Vid Superior Challenge 17 den 1 december 2018 mötte Akman sedan engelsmannen Shah Hussain som han besegrade via submission redan i första ronden.
För första gången i sin professionella karriär gick sedan Akman en match hos en annan organisation än SC när han 13 april 2019 på Lord of the Cage-galan mötte dansken Frodi Vitalis Hansen och vann via TKO redan i första ronden.
1 maj 2019 var Akman sedan tillbaka i SC på Superior Challenge 19 där han mötte brasilianen Maurício Reis och vann via TKO tidigt i tredje ronden. 

#### UFC
Med ett professionellt facit om 6-0 erbjöds Akman kontrakt med UFC och debuterade 1 juni 2019 på UFC Fight Night: Gustafsson vs. Smith i Globen där han mötte ryssen Sergej Chandozhko (25-5). Matchen gick tiden ut och sedan fick Akman sin professionella karriärs första förlust via enhälligt domslut.
Akman kontrakterades för att möta Jake Matthews på UFC 243 den 5 oktober 2019. Den matchen förlorade Akman via enhälligt domslut.
Med 0-2 i facit inom UFC valde organisationen att släppa Akman, vilket offentliggjordes 20 oktober 2019.

## Mästerskap och utmärkelser
- 2014 SM Amatör-MMA[14] – Mellanviktsmästare
- 2015 SM Amatör-MMA[15] – Mellanviktsmästare
- 2015 IMMAF European Open Championships of Amateur MMA[16] – Mellanviktsmästare
- 2016 IMMAF European Open Championships of Amateur MMA[17] – Mellanviktsmästare

## Tävlingsfacit MMA

### Professionell
| Resultat | Facit | Motståndare          | Metod                  | Evenemang                             | Datum           | Rond | Tid  | Plats                      | Notering |
| -------- | ----- | -------------------- | ---------------------- | ------------------------------------- | --------------- | ---- | ---- | -------------------------- | -------- |
| Vinst    | 1-0   | Ole Magnor           | TKO (ground & pound)   | Superior Challenge 15                 | 1 april 2017    | 2    | 4:59 | Eriksdalshallen, Stockholm |          |
| Vinst    | 2-0   | Gard Olve Sagen      | TKO (slag)             | Superior Challenge 16                 | 2 december 2017 | 3    | 1:52 | Eriksdalshallen, Stockholm |          |
| Vinst    | 3-0   | Holivan Vieira       | TKO (slag)             | Superior Challenge 17                 | 19 maj 2018     | 3    | 3:48 | Cirkus, Stockholm          |          |
| Vinst    | 4-0   | Shah Hussain         | Submission (heel hook) | Superior Challenge 18                 | 1 december 2018 | 1    | 1:58 | Stockholmsmässan, Älvsjö   |          |
| Vinst    | 4-0   | Frodi Vitalis Hansen | TKO (slag)             | Lord of the Cage 1                    | 13 april 2019   | 1    | 1:58 | Gävle                      |          |
| Vinst    | 6-0   | Maurício Reis        | TKO (slag)             | Superior Challenge 19                 | 1 maj 2019      | 3    | 1:10 | Cirkus, Stockholm          |          |
| Förlust  | 6-1   | Sergej Chandozhko    | Domslut (enhälligt)    | UFC Fight Night: Gustafsson vs. Smith | 1 juni 2019     | 3    | 5:00 | Globen, Stockholm          |          |
| Förlust  | 6-2   | Jake Matthews        | Domslut (enhälligt)    | UFC 243: Whittaker vs. Adesanya       | 5 oktober 2019  | 3    | 5:00 | Melbourne, Australien      |          |
| Förlust  | 6-3   | Ian Garry            | KO (huvudspark)        | Cage Warriors 121                     | 19 mars 2021    | 2    | 2:28 | London, England            |          |

### Amatör
(ofullständig)
| 26 matcher     | 23 vunna | 3 förlorade |
| Via KO         | 2        | 2           |
| Via submission | 3        | 0           |
| Via poäng      | 9        | 0           |
| Oavgjorda      | 0        | 0           |